# Uduk jezik
Uduk jezik (ISO 639-3: udu; burun, kebeirka, korara, kumus, kwanim pa, othan, twampa), nilsko-saharski jezik skupine komuz, podskupina koman, kojim govori 20 000 u Etiopiji (1995 W. James), u regiji Gambela, i nepoznat broj u provinciji Gornji Nil u Južnom Sudanu.
U Etiopiju Uduki dolaze iz Sudana, a veliki izbjeglički kamp Bonga nalazi se kod grada Gambela

## Vanjske poveznice
- Ethnologue (14th)
- Ethnologue (15th)